# Goldparmäne
Die Goldparmäne ist eine Sorte des Kulturapfels. Der Apfel galt über viele Jahrhunderte als eine der besten Tafelobstsorten. Die hohe Wertschätzung dieser Sorte drückt sich auch in der französischen Sortenbezeichnung Reine des Reinettes (Königin der Renetten) aus. Aus dem Sortiment des modernen Erwerbsanbaus ist die Goldparmäne jedoch nahezu verschwunden, da sie sehr krankheits- und schädlingsanfällig ist und nur mit großem Sachverstand bei Schnitt und Pflege zu produzieren ist. Die Goldparmäne ist eine der ältesten Apfelsorten. Sie entstand wahrscheinlich um 1510 in der Normandie.

## Frucht
Der Apfel ist kugelig bis hochgebaut mit einer breiten oder fast ebenen Kelchfläche. Die Grundfarbe ist Grüngelb bis Gelb. Die Deckfarbe Orange geht in Rot über. Es sind leichte Streifen erkennbar. Die Blüte beginnt in der zweiten Aprilhälfte und endet Anfang Mai. Die Früchte haben ein typisches nussartiges Aroma und sind relativ säurearm. Die Früchte sind anfällig für Glasigkeit und Stippe.

## Reife
Bei der früher üblichen relativ frühen Ernte ab Ende September mussten die Äpfel vor dem Verzehr einige Wochen gelagert werden und waren dann von Oktober bis Januar genussreif. Wenn die Lagerzeit im Naturlager (im Gegensatz zum heute üblichen CA-Lager) weit fortgeschritten war, fiel die Schale ein, was damals aber nur als Schönheitsfehler angesehen wurde. Es ist auch möglich, die Äpfel bis zur Genussreife am Baum zu belassen, es kommt dann jedoch, wie bei manchen anderen Sorten auch, in beschränkten Maße zu einem natürlichen Fruchtfall. Bei der Nachreife im Lager scheiden die Früchte, wie etwa Bananen auch, natürlicherweise Ethylen aus, was die Fruchtreife bei mangelnder Belüftung stark beschleunigt.

## Wuchsform
Die Goldparmäne ist sehr apikaldominant, das heißt, vor allem wenn der Baum noch jung ist, ziehen die Leitäste steil nach oben. Dem kann man durch Schnittmaßnahmen entgegenwirken, besser jedoch durch das Herunterbinden langer steiler Triebe, die dadurch Blütenknospen ansetzen und im weiteren vegetativen Wachstum stark gehemmt werden. Durch das Herunterbinden entwickelt der Baum reichlich Quirlholz, das reich blüht und trägt. Besteht ein älterer Baum im Wesentlichen aus Quirlholz, ist meistens eine Ausdünnung der Früchte notwendig, um eine ausreichende Fruchtgröße zu erreichen und Alternanz zu verhindern. Eine Ausdünnung auf eine Frucht pro Blütenstand ist auch deshalb notwendig, um vorzeitigen Fruchtfall zu verhindern, da die Goldparmäne sehr kurzstielige Früchte hat, die sich, sobald sie größer werden, gegenseitig abdrücken.

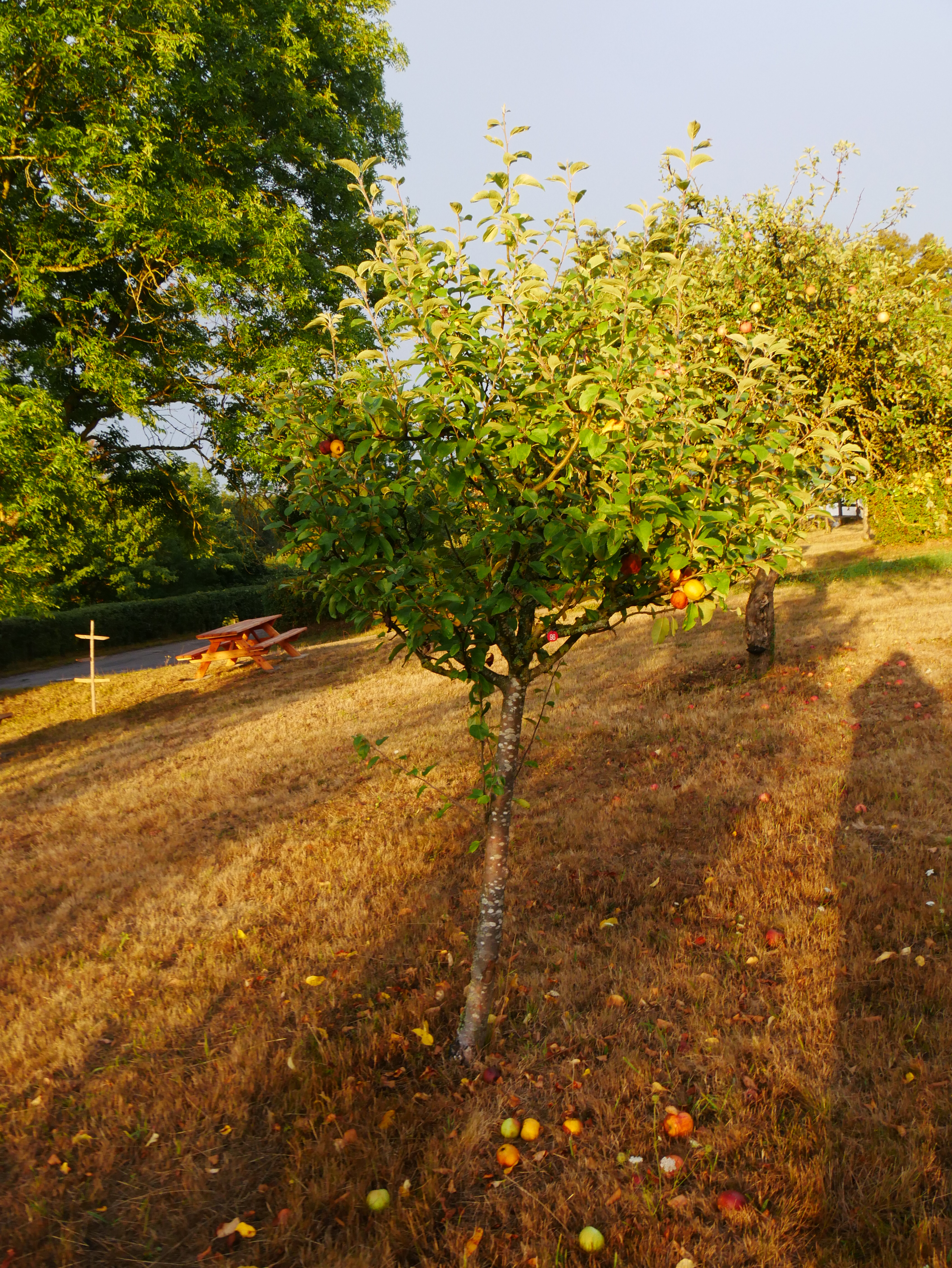
Ganzer Baum
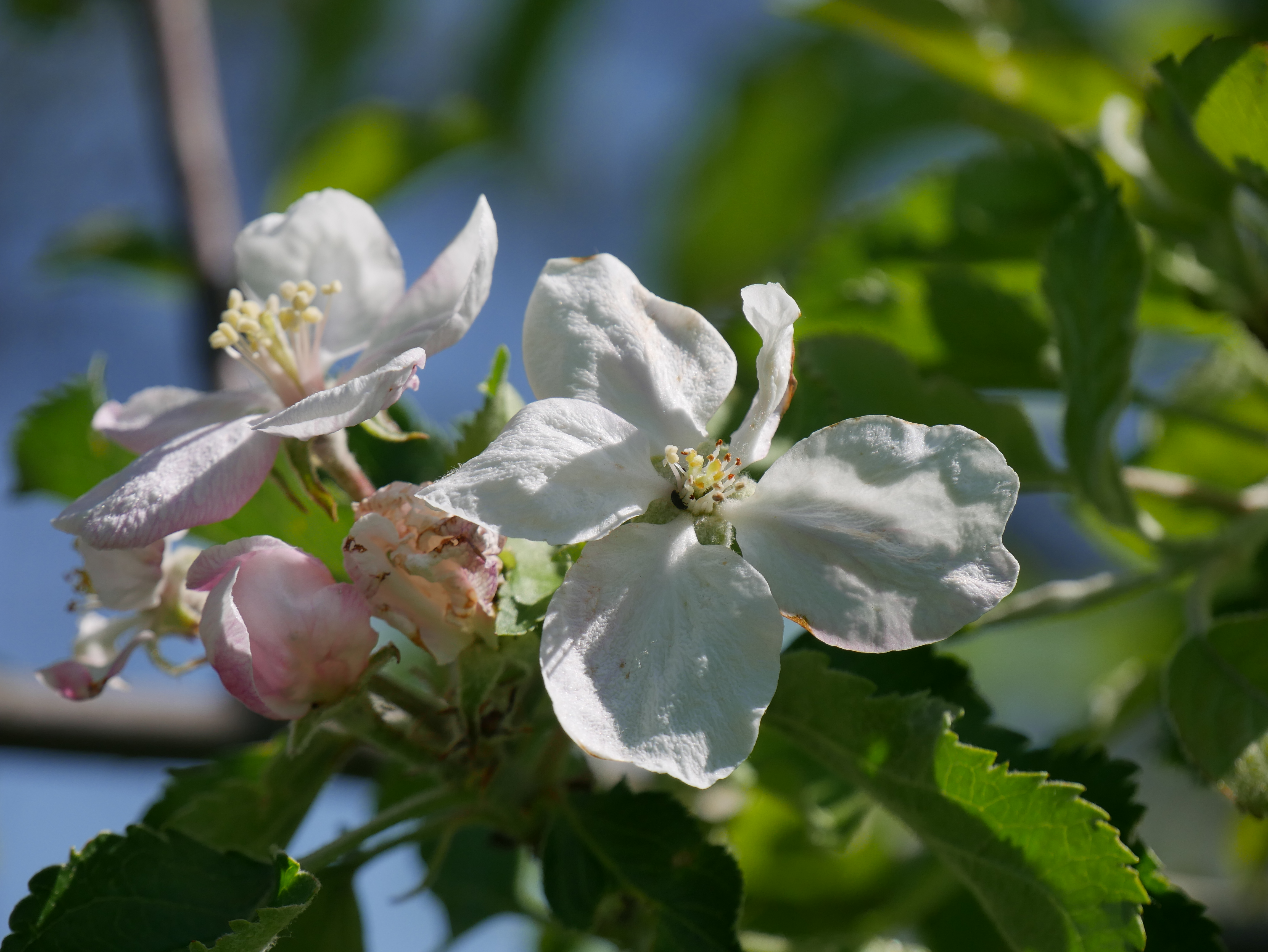
Blüten und Knospen
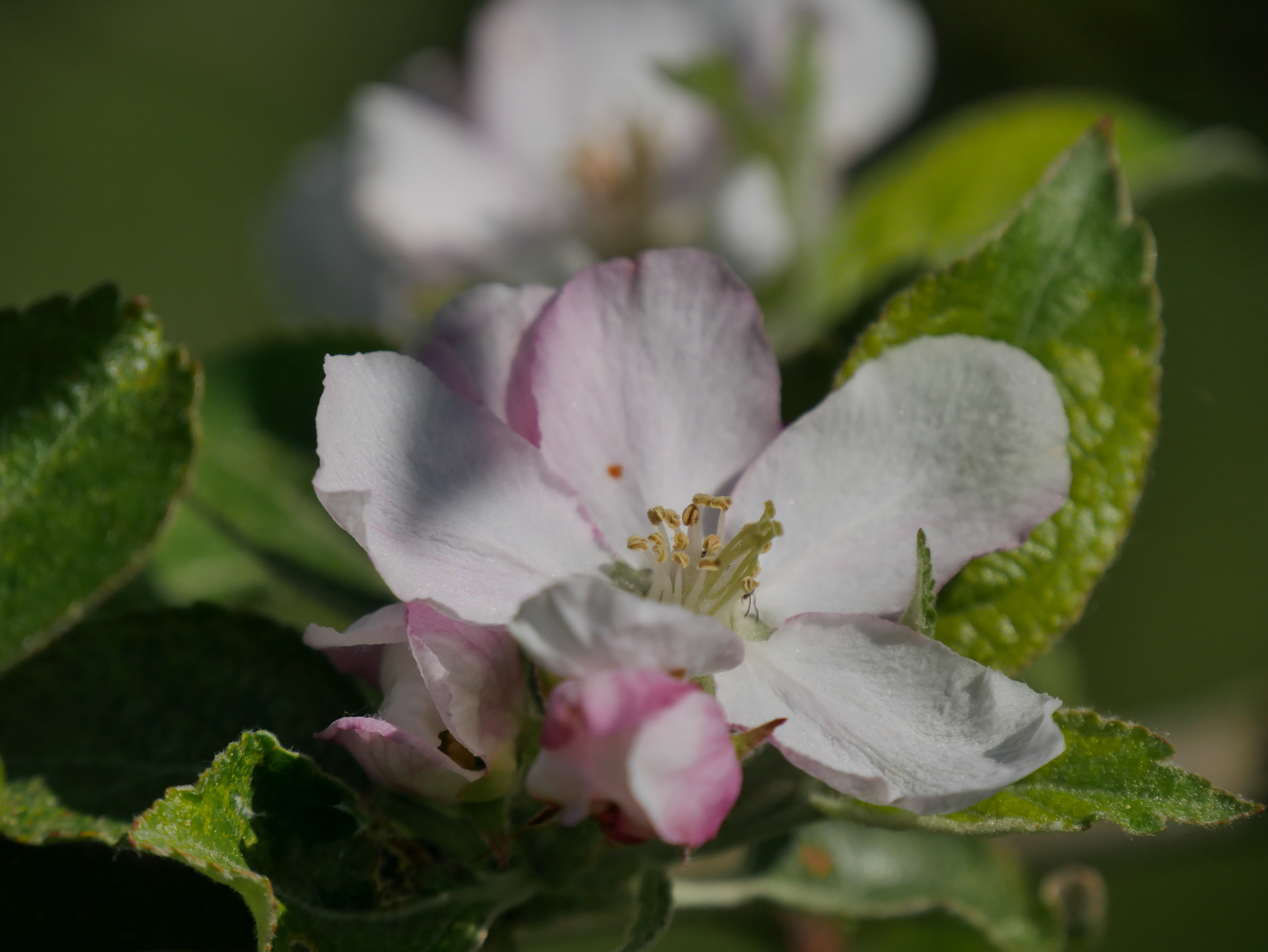
Einzelblüte
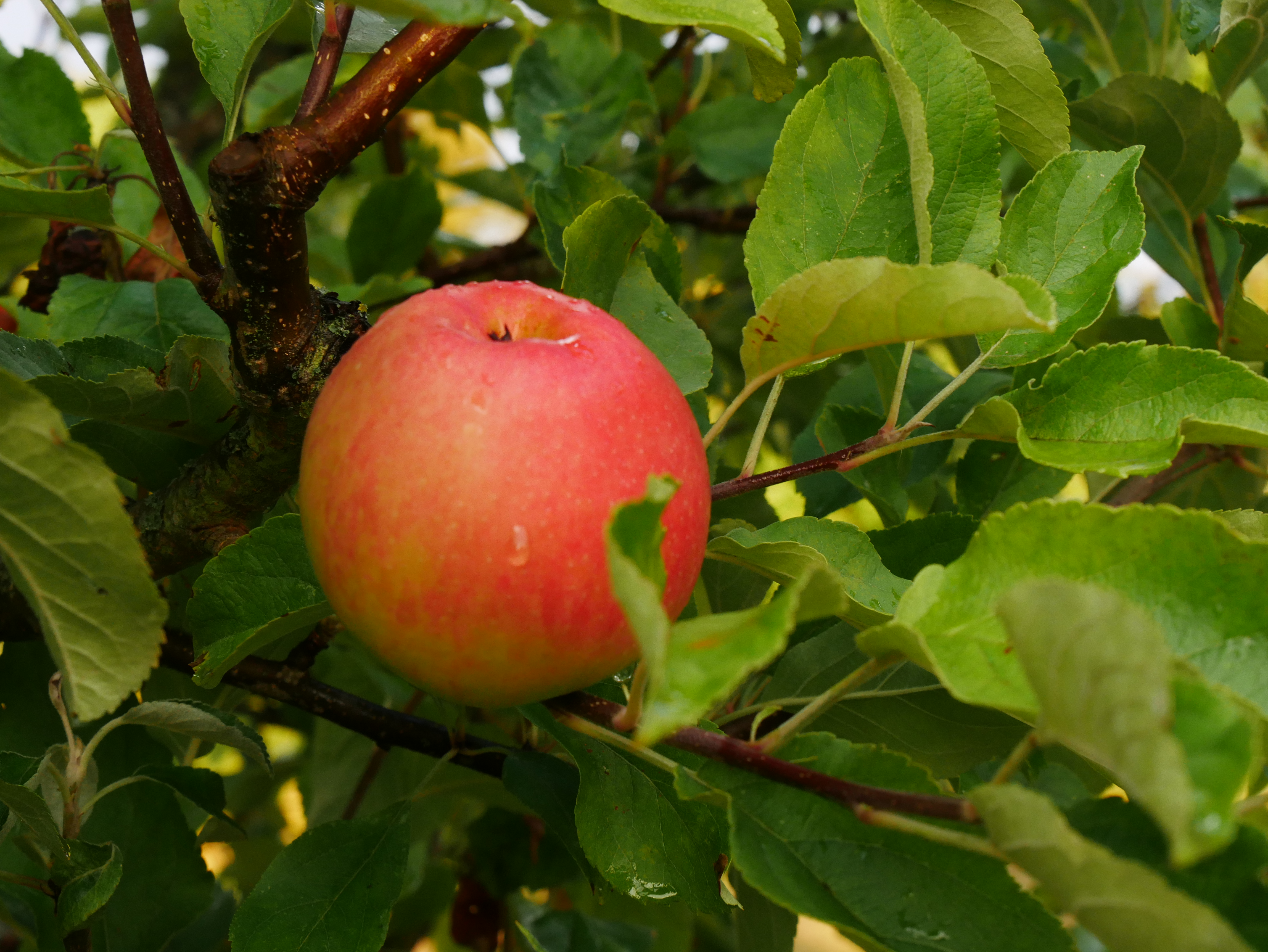
Frucht im Baum
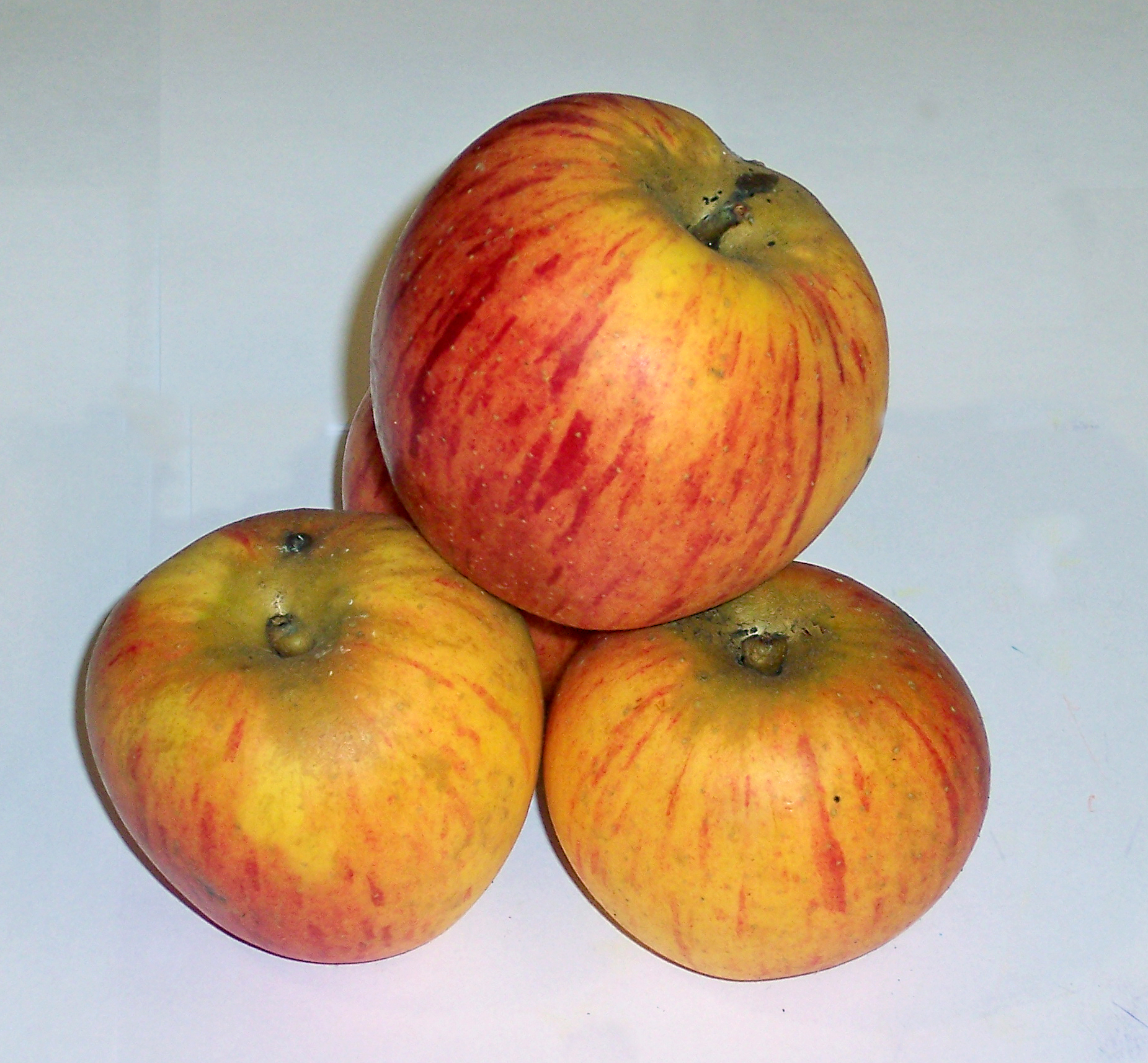
Drei Goldparmänen
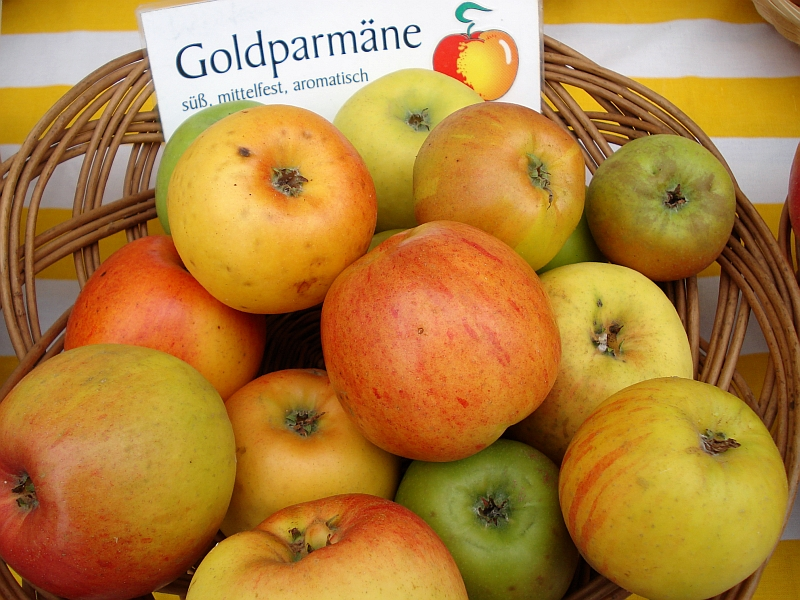
Goldparmänen unterschiedlichen Reifegrads
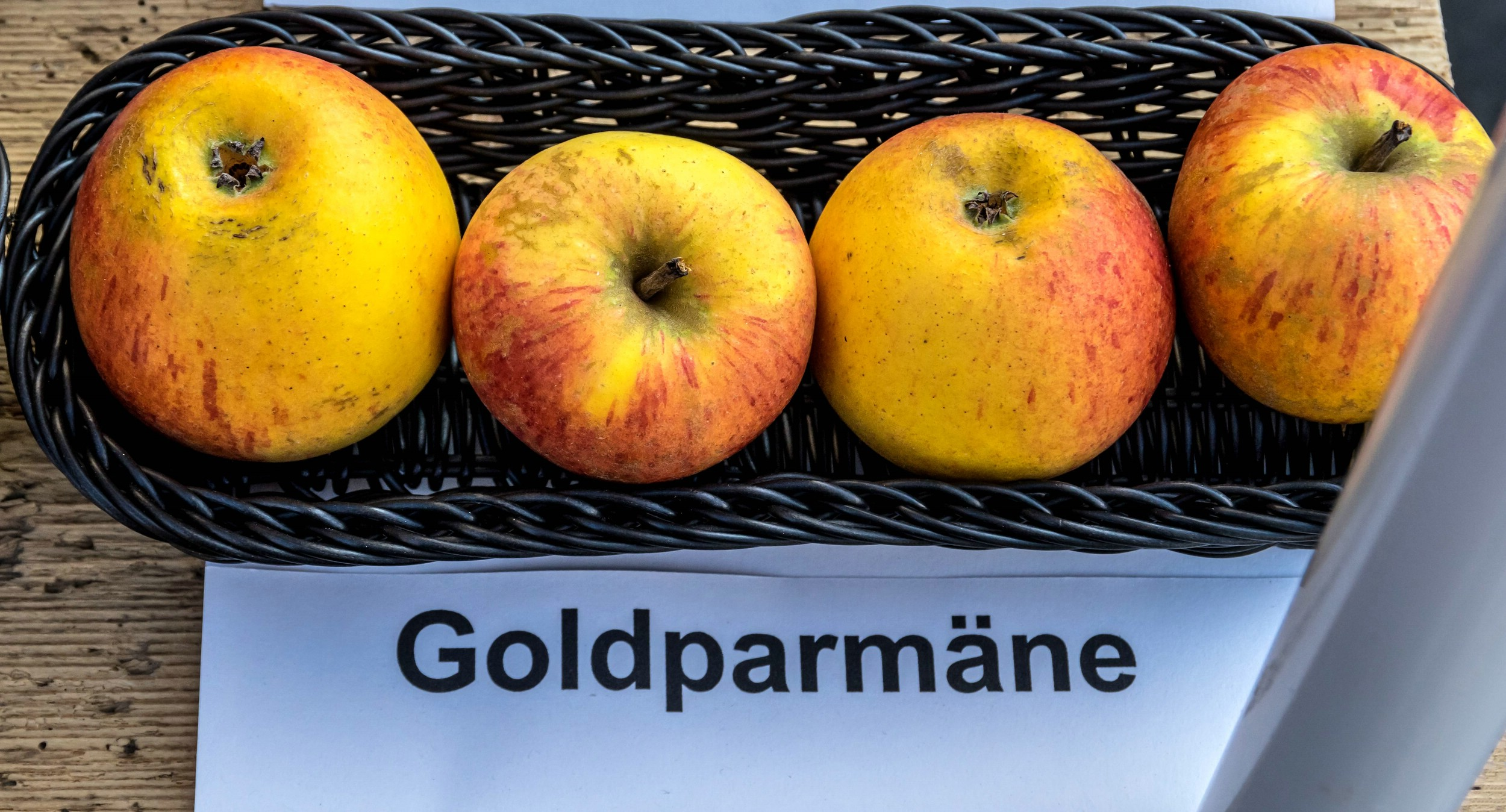
Goldparmänen